# غونزالو دياز (لاعب كرة قدم مواليد 1966)
غونزالو دياز (بالإسبانية: Gonzalo Díaz)‏ هو لاعب كرة قدم أوروغواياني في مركز الدفاع، ولد في 14 أبريل 1966 في فراي بنتوس ‏ في الأوروغواي. شارك مع منتخب الأوروغواي تحت 20 سنة لكرة القدم ومنتخب الأوروغواي لكرة القدم. أما مع النوادي، فقد لعب مع مونتيفيديو واندررز.

## وصلات خارجية
- غونزالو دياز (لاعب كرة قدم مواليد 1966) على موقع قاعدة بيانات كرة القدم.إي يو (الإنجليزية)
- غونزالو دياز (لاعب كرة قدم مواليد 1966) على موقع ناشيونال فوتبول تيمز (الإنجليزية)